# Fariséer
Fariséer (lat. pharisæ|us, -i, av hebr. פרושים, perushim, från פרוש, parush, de avskilda), var ett judiskt parti som verkade vid tiden runt Kristi födelse. Fariséerna var kända för sin traditionalism och noggranna efterlevnad av Mose lagar och de äldstes stadgar. I Nya Testamentet används de för att illustrera ögontjänande, bokstavstro, lagiskhet, och högmod.

## Fariseism
Fariseism var en religiös riktning bland judarna i århundradena kring vår tideräknings början. Fariséerna betonade att hela det judiska folket skulle vara ett Guds folk och följa renhetslagarna. Bland fariséerna fördes livliga diskussioner om lagarnas betydelse, och det fanns en vilja att mildra dem, när de uppfattades som omöjliga att efterleva eller alltför stränga. Man ville dock hitta argument i Tanakh för dessa tolkningar.
Fariséerna, även kallade ”de avsöndrade” eller ”de avskilda”, var från början ett slags politiskt parti, men som runt vår tideräknings början kom att bli andliga lärare. Fariséerna ställde sig emot det ledande partiet saddukéerna, både vad det gällde saddukéernas moral, etik och politiska ställningstagande, men även i frågor rörande teologi. De faktakunskaper som finns om fariséerna kommer ursprungligen från den judiske historieskrivaren Josefus, från tidiga kristna skrifter och från rabbinska källor. Fariséerna förmedlade innebörden av att leva enligt det förbund, som slutits på berget Sinai. Vidare menade de att Gud styrde över människans liv, men att människan ändock hade en egen fri vilja. De undervisade i synagogorna, och även om de inte utgjorde någon elit, vilket däremot saddukéerna utgjorde, hade de ett folkligt stöd, och det var de som kom att sätta sin prägel på judendomen efter templets fall, då saddukéerna miste sin makt. Fariséerna menade att den muntliga traditionen var lika viktig som den skriftliga och enligt rabbinsk tradition var det fariséerna som förde den muntliga läran vidare. Man tror med stor sannolikhet att det var fariséerna som grundlade tanken om kroppens och själens återförening på domens dag, samt föreställningen om den enskilda individens belöning eller straff. Detta är tankar som kom att prägla den fortsatta judendomen. Fariséerna trodde dessutom på Messias, änglar och på uppståndelsen. De senare rabbinerna räknas som fariséernas efterföljare. Den bild som ges av fariséerna i Nya Testamentet är inte objektiv, eftersom texterna producerades i en tid då kristendomen avgränsade sig mot judendomen. Detta syns tydligast i Matteusevangeliet, medan bilden av fariséerna är mer nyanserad i Lukasevangeliet: å ena sidan är polemiken hård, å andra sidan finns likväl en tät gemenskap, synlig bl.a. i gemensamma måltider och att fariséer varnar Jesus för Herodes stämplingar. I Jesu förkunnelse fördöms ofta fariséernas falska fromhet och präktighet, men Lukasevangeliets bild antyder att Jesus och fariséerna på många sätt stod varandra nära och t.ex. delade fronten mot saddukéerna om uppståndelsen.